# Artoklasia

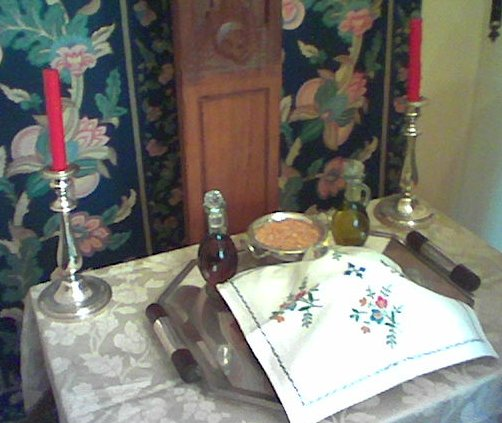
Artoklasiabord. Bakerst: en skål med vetekorn, flaskor med rött vin och olivolja. Inunder den broderade duken ligger de fem bröden.

Artoklasia (av grekiskans ἀρτοκλασίαen, brödbrytning) är ceremoni inom de ortodoxa kyrkorna. Under artoklasia utspisas gudstjänstdeltagarna med brödbullar, vin och olja. Det sker vid vespern,  inför en vigilia, det vil säga en nattvaka inför en kyrklig högtid. Artoklasia skulle ursprungligen förebygga eventuell utmattning. Ritualen har i modern tid mest symbolisk karaktär.